# Август (принц Саксен-Гота-Альтенбургский)
принц Август Саксен-Гота-Альтенбургский (14 августа 1747, Гота — 28 сентября 1806, там же) — немецкий аристократ, представитель Саксен-Гота-Альтенбургской линии Веттинов, меценат и покровитель искусства эпохи Просвещения.

## Биография
Младший сын Саксен-Гота-Альтенбургского герцога Фридриха III (правил в 1732—1772)  и его жены, Луизы Доротеи Саксен-Мейнингенской. Младший брат следующего герцога, Эрнста (правил в 1772—1804). Вместе с братом получил хорошее образование, занимался, в частности, изучением искусства, литературы и камеральных наук. В 1768-1769 годах совершил вместе с братом поездку в Нидерланды и Англию. 
Родители предполагали сделать принца Августа военным, но он не проявил никакой тяги к военному искусству. Отказавшись от карьеры военного, принц в 1771-1777 годах путешествовал по Италии. В Женеве он встретился с Вольтером. Состоял в родстве с британской королевской семьёй, и в 1777 году снова посетил Лондон, в качестве крёстного отца принцессы Софии Великобританской, дочери короля.
С 1778 года жил в своём дворце в Готе, в нескольких километрах от Веймара. Имел репутацию просвещённого и прогрессивного человека. Сам много переводил французскую литературу на немецкий язык. Вёл переписку или принимал у себя Гёте, Виланда и Гердера. Считался важной фигурой для Веймарского классицизма, центром которого была столица соседнего герцогства, Саксен-Веймар.
В честь принца назвали его племянника, Августа (правил в 1804—1822), который унаследовал герцогский престол Саксен-Гота-Альтербурга после смерти отца, герцога Эрнста, и старшего брата, которого тоже звали Эрнст.